# مارغريت فولتون سبنسر
مارغريت فولتون سبنسر (بالإنجليزية: Margaret Fulton Spencer) هي مهندسة معمارية ورسامة أمريكية، ولدت في 26 سبتمبر 1882، وتوفيت في 1966 في فيلادلفيا في الولايات المتحدة.